# Rhian Edmunds
Rhian Edmunds (* 4. April 2003 in Newport) ist eine britische Radsportlerin aus Wales, die in den Kurzzeitdisziplinen auf der Bahn startet.

## Sportlicher Werdegang
2021 wurde Rhian Edmunds britische Junioren-Meisterin im Sprint. Bei den Junioren-Europameisterschaften im selben Jahr errang sie vier Medaillen: Silber im Sprint und mit Jade Hopkins und Iona Moir im Teamsprint, Bronze im Keirin und im 500-Meter-Zeitfahren.
2022 wurde die Waliserin Edmunds im heimischen Newport britische Meisterin im Sprint. Beim Lauf des UCI Track Cycling Nations’ Cup 2022 in Glasgow errang sie mit Emma Finucane und Lowri Thomas die Bronzemedaille im Teamsprint.

## Erfolge
2021
- Junioren-Europameisterschaft – Sprint, Teamsprint (mit Jade Hopkins und Iona Moir)
- Junioren-Europameisterschaft – Keirin, 500-Meter-Zeitfahren
- Britische Junioren-Meisterin – Sprint

2022
- Britische Meisterin – Sprint, Teamsprint (mit Emma Finucane und Lowri Thomas)
- Commonwealth Games - Teamsprint (mit Emma Finucane und Lowri Thomas)

2023
- U23-Europameisterin – Teamsprint (mit Iona Moir und Rhianna Parris-Smith)

2024
- U23-Europameisterin – Teamsprint (mit Rhianna Parris-Smith und Iona Moir)
- U23-Europameisterschaften – Sprint

2025
- Europameisterschaften – Sprint, Keirin, Teamsprint (mit Lauren Bell und Rhianna Parris-Smith)
- Britische Meisterin – Teamsprint (mit Lauren Bell und Rhianna Parris-Smith)

2025
- U23-Europameisterschaft – Zeitfahren, Teamsprint (mit Iona Moir und Georgette Rand)
- U23-Europameisterschaft – Sprint